# 244 f.Kr.
| 244 f.Kr.          |
| ------------------ |
| Dødsfald - Fødsler |

## Begivenheder
- Agis IV bliver konge af Sparta.

## Dødsfald
- Eudamidas II, konge af Sparta.